# Nyíradonyi járás
A Nyíradonyi járás Hajdú-Bihar vármegyéhez tartozó járás Magyarországon, amely 2013-ban jött létre. Székhelye Nyíradony. Területe 510,31 km², népessége 29 303 fő, népsűrűsége 57 fő/km² volt a 2012. évi adatok szerint. Két város (Nyíradony és Vámospércs) és 7 község tartozik hozzá.
Nyíradony 1926-tól az 1950-es megyerendezésig a Szabolcs vármegyéhez tartozó Ligetaljai járás székhelye volt, melyet 1907-ben szerveztek, és kezdetben Nyíracsád volt a székhelye.

## Települései
| Település       | Rang (2013. július 15.) | Kistérség (2013. január 1.) | Népesség (2012. január 1.) | Terület (km²) | Településvezető                                  |
| --------------- | ----------------------- | --------------------------- | -------------------------- | ------------- | ------------------------------------------------ |
| Nyíradony       | járásszékhely város     | Hajdúhadházi                | 7 798                      | 96,59         | Szilágyi Zoltán Tibor (Független)                |
| Vámospércs      | város                   | Hajdúhadházi                | 5 263                      | 58,19         | Kosztin Mihály (Közösen Vámospércsért Egyesület) |
| Bagamér         | nagyközség              | Derecske-Létavértesi        | 2 478                      | 47,02         | Erdős Tibor (Független)                          |
| Nyírábrány      | nagyközség              | Hajdúhadházi                | 3 657                      | 55,62         | Nagy Lajos (Fidesz-KDNP)                         |
| Álmosd          | község                  | Derecske-Létavértesi        | 1 555                      | 34,13         | Dr. Baranya Zsolt János (Független)              |
| Fülöp           | község                  | Hajdúhadházi                | 1 738                      | 55,95         | Hutóczki Péter (Független)                       |
| Nyíracsád       | község                  | Hajdúhadházi                | 3 763                      | 74,92         | Bródi Róbert Tamás (Független)                   |
| Nyírmártonfalva | község                  | Hajdúhadházi                | 2 013                      | 57,48         | Kövér Mihály Csaba (Független)                   |
| Újléta          | község                  | Hajdúhadházi                | 1 038                      | 30,41         | Szimáné Tóth Erzsébet (Fidesz-KDNP)              |